# Solanum sarrachoides
Morelle fausse Saracha
Espèce
Solanum sarrachoides, la Morelle fausse Saracha, est une espèce de plantes à fleurs de la famille des Solanaceae. Son aire d'origine s'étend de l'est de la Bolivie jusqu'au Brésil (São Paulo) et au nord de l'Argentine. C'est une plante annuelle qui pousse principalement dans le biome subtropical.
Le nom scientifique Solanum sarrachoides a longtemps été utilisé à tort pour une espèce différente, Solanum physalifolium, par divers auteurs. Par ailleurs, des spécimens de Solanum sarrachoides ont été considérés à tort comme appartenant à la variété S. physalifolium var. nitidibaccatum (également considérée comme une espèce distincte, Solanum nitidibaccatum) et d'autres comme étant d'une variété de S. tweedianum, sous le nom obsolète de cette plante S. atriplicifolium, comme l'a établi Gilli en se basant sur Nees.
S. sarrachoides est une espèce introduite dans le sud-est des États-Unis et dans de nombreuses autres parties du monde.

## Systématique
Le nom correct complet (avec auteur) de ce taxon est Solanum sarrachoides Sendtn. (d).
Ce taxon porte en français les noms vernaculaires ou normalisés suivants : Morelle fausse Saracha,,.
Solanum sarrachoides a pour synonymes :
- Solanum atriplicifolium var. minus Nees
- Solanum atriplicifolium var. minus Walp.
- Solanum justi-schmidtii E.H.L.Krause
- Solanum sarachidium Bitter
- Solanum sarrachoides var. sarachidium (Bitter) C.V.Morton
- Solanum sarrachoides var. sarrachoides
- Solanum serrachoides Sendtn.